# Taiki Tsuruno
Taiki Tsuruno (født 4. september 1990) er en tidligere japansk fodboldspiller.
Han har spillet for flere forskellige klubber i sin karriere, herunder Mito HollyHock.